# Aethelhere de Estanglia
Æthelhere (fallecido el 15 noviembre 655) fue rey de Estanglia de 653 o 654 hasta su muerte. Era miembro de la dinastía Wuffinga y uno de los tres hijos de Eni que gobernarían Estanglia como reyes cristianos. Sobrino de Rædwald, que fue el primer wuffinga.
Rædwald y su hijo Eorpwald gobernaron como paganos antes de convertirse al cristianismo. Tras el asesinato de Eorpwald alrededor de 627, los Anglos Orientales volvieron brevemente al paganismo, antes de que el cristianismo fuera restablecido por Sigeberto, que acabaría abdicando a favor de su cogobernante Ecgric, antes de que los Anglos fueran derrotados por Penda de Mercia. Los monjes en Cnobheresburg fueron expulsados y el sucesor de Ecgric, Anna tuvo que exiliarse. En 653 Penda atacó nuevamente Estanglia y, en la Batalla de Bulcamp, Anna y su hijo perdieron la vida, y el ejército de Estanglia fue derrotado. Æthelhere se convirtió entonces en rey de Estanglia, posiblemente gobernando conjuntamente con su hermano Æthelwold. Durante el reinado de Æthelhere se construyó el monasterio de Botulfo en Iken.
En 655, Æthelhere era uno de treinta nobles guerreros que se unieron a Penda para invadir Northumbria, poniendo asedio a Oswiu y al mucho más pequeño ejército Northumbriano. La batalla estuvo tuvo lugar el 15 de noviembre de 655, cerca del Winwæd, un río no identificado. Los Northumbrianos vencieron y muchos de los mercianos y sus aliados perdieron la vida. Penda y Æthelhere murieron.

## Contexto

Los reinos anglosajones principales

Después del fin del dominio romano en Britania, la región ahora conocida como Anglia Oriental fue colonizada por un grupo germánico septentrional conocido como anglos, a pesar de que hay evidencia de poblamiento temprano de la región por otras minorías, como los suabos, que se asentaron alrededor de la ciudad moderna de Swaffham. Hacia 600, varios reinos habían comenzado a formarse en el sur de Gran Bretaña, en territorios conquistados por anglos, sajones, jutos y frisones. La dinastía gobernante en Anglia Oriental era la de los Wuffingas, nombrados así por Wuffa, un antiguo rey. El primer rey conocido es Rædwald, que reinó un tercio de siglo desde aproximadamente el 599.
Æthelhere fue probablemente el segundo de los hijos de Eni, hermano de Redvaldo. Cuatro hijos son conocidos con certeza: Æthilric, el padre de Ealdwulf, Anna, Æthelhere y Æthelwold, su sucesor. Los hermanos parecen haber estado firmemente comprometidos con el cristianismo: Æthilric se casó con Hereswith, sobrina-nieta de Edwino de Northumbria. Anna es descrito por Beda como una figura casi santa y padre de una gran familia religiosa, que propició la conversión de Cenwalh de Wessex; Æthelwold fue padrino de Swithelm de Essex durante su bautismo.
Æthelhere fue testigo de los cambios de fortuna de su dinastía durante los años de reinado de Redvaldo y los que les siguieron. Los anglos orientales bajo Redvaldo se habían convertido al cristianismo, pero, alrededor de 627, durante el reinado de su hijo Eorpwald, volvieron al paganismo, después de Eorpwald fuera asesinado por un pagano tras su sucesión y bautismo. El asesino, Ricberht, pudo haber gobernado varios años que le sucedió Sigeberto, que restableció el cristianismo.

## Desestabilización merciana de Anglia Oriental
Sigeberto abdicó en favor de su cogobernante Ecgric y se retiró a la vida monástica, pero poco después los Anglos fueron atacados por los Mercianos de Penda. Ecgric apeló a Sigeberto para dirigirles en batalla, pero este se negó, por lo que fue arrastrado al combate. La derrota de Estanglia fue total y tanto Ecgric como Sigeberto murieron.
El sucesor de Ecgric, Anna, desafió a Penda durante su reinado. En 645, después de que Cenwalh de Wessex hubiera renunciado a su mujer, hermana de Penda, éste le expulsó de su trono y le exilió. Anna era bastante fuerte para ofrecer protección a Cenwalh, que se convirtió al cristianismo y regresó a Wessex en 648 para gobernar como rey cristiano. Anna probablemente proporcionó apoyo militar a Cenwalh.
A finales de los años 640, el monje irlandés Furseo, habiendo pasado un año como ermitaño, abandonó Estanglia y partió hacia la Galia. Su monasterio en Cnobheresburg (identificado por algunos con Burgh Castle) quedó en las manos de su medio-hermano, Foilán. En 651, poco después de su salida, la amenaza pagana que había previsto se convirtió en realidad, cuando Foilán y su comunidad fueron expulsados por el ejército de Penda y Anna tuvo que exiliarse.

## Reinado
En 653 o a comienzos de 654, después de que Anna hubiera regresado del exilio, Penda dirigió un ataque directo contra Estanglia. Ambos ejércitos se enfrentaron en Bulcamp (cerca de Blythburgh en Suffolk), donde Anna y su hijo murieron y el ejército de Estanglia fue masacrado. Æthelhere entonces sucedió a su hermano como rey-cliente de Penda, pese a que Barbara Yorke ha sugerido que Æthelhere y su hermano Æthelwold pudieron haber reinado conjuntamente, ya que Beda se refiere a ambos hombres como sucesores de Anna.
El breve reinado de Æthelhere, durante el que Brigilsus fue obispo en Dommoc, presenció la construcción del monasterio de Botolph en Iken.  El sitio se ubica en el área de influencia de Rendlesham y Sutton Hoo. Æthelhere habría dispuesto el funeral de su hermano, cuyo reputado enterramiento sería Blythburgh.

## Batalla del Winwæd
Durante 655, Æthelhere se unió con Penda para atacar Northumbria. Steven Plunkett afirma que Æthelhere cambió de bando para distraer la atención de Penda de Estanglia y evitar la destrucción de su reino. Penda Invadió Northumbria con una fuerza de treinta duces regii (o comandantes reales) bajo su orden incluyendo un contingente de Britanos. Puso asedio a Oswiu en Maes Gai, en el distrito de Loidis, que probablemente en aquel tiempo estaba bajo la influencia de Rheged. Oswiu ofreció un gran rescate que, según Beda, fue rechazado (pero según la Historia Brittonum, fue aceptado y repartido) — en cualquier caso Penda resolvió entablar batalla y destruir a los Northumbrianos. Oswiu contaba con una fuerza mucho más pequeña, pero los ejércitos galeses de Cadfæl de Gwynedd levantaron el campamento la víspera y otro de los aliados de Penda, Œthelwald de Deira se mantuvo al margen.
La parte crucial de la batalla, se luchó el 15 de noviembre de 655, en las orillas del río Winwæd. Las aguas del Winwæd se habían desbordado y habían inundado la tierra. Los northumbrianos obtuvieron la victoria y masacraron a las fuerzas de Mercia, muchos de ellos asesinados cuando huían. Penda murió en la batalla junto con Æthelhere:

Entre ellos estaba Ethelhere, hermano y sucesor de Anna, rey de los Anglos Orientales. Había sido la ocasión de la guerra, y ahora estaba muerto, habiendo perdido su ejército y auxiliares.
Bede